# Magyarországi Oi! és ska együttesek listája
Az oi! zenei stílus Nagy-Britanniában alakult ki az 1980-as évek elején. Alapja a punk-rock volt, de megtalálhatóak voltak benne a pub rock és rock ’n’ roll hatásai is, más néven streetpunknak is nevezték. Az oi! gyökerei a punk zenéig nyúlnak vissza. Eleinte new punknak hívták, csak később kapta meg a mostani nevét. Angliában a The 4-Skins együttes megjelenésével vált az oi! stílus a skinheadek zenéjévé, majd egy angol szélsőjobbos szervezet nagy lehetőséget látott a skinheadekben és az oi! zenében. Vezetőjük kijelentette, hogy az oi! zene lesz a zenei fegyverük. Hamarosan az összes neonáci fiatal megtanulta, hogy ha levágatja a haját és bakancsot húz, akkor válik igazi nácivá. A koncerteken egyre nagyobb számban jelentek meg, ami teljesen lerombolta az addig felépített oi! mozgalmat. Közönségük fokozatosan tolódott el a skinheadmozgalom, majd a nácizmus irányába. Egyes vélemények szerint az oi! bandák és a közönségük ma már barbár, erőszakos rasszista horda.
Az oi! minden idők leginkább félremagyarázott mozgalma, mert induláskor ez egy zenei stílusnál többet jelentett: egyesíteni szándékozott minden embert, politikai és faji hovatartozástól függetlenül. Sokan elfeledkeztek arról, vagy soha nem is voltak tisztában vele, hogy honnan indult, és hogyan vált azzá az oi! zene, amit játszanak – és legfőképpen, hogy ez az utca, a munkásosztály és a prekariátus zenéje volt eredetileg. Sosem különült el teljesen az egyéb irányzatai mellett gyakran anarchista hangvételű punk szubkultúra zenéjétől.
A Ska a jamaicai zene egyik formája. Kombinálja a mento és calypso elemeit az amerikai jazz elemeivel és a blues hangzásával; Jamaicában a rocksteady és később a reggae előfutára.
A ska-punk egy olyan hangszeres műfaj, amely a ska és a punk összeolvadásával jött létre, és olyan zenei stílusokra vezethető vissza, mint a ska, a reggae, a jazz, a punk rock, a pop-punk és a hardcore punk.
Az alábbiakban az ismertebb magyar oi!-, ska- és ska-punk zenekarok listája található.
| Ábécé szerinti tartalomjegyzék                      |
| --------------------------------------------------- |
| A B C D E F G H I J K L M N O P Q R S T U V W X Y Z |

## 0–9
88-as Csoport
1984-ben alakult szegedi oi! együttes volt, amelyben a CPg be nem börtönzött tagja basszusgitározott. Az 1980-as évek második felének meghatározó punkzenekarai közé tartozott. 1989-től a megszűnéséig punk zenét játszott. Eleinte csak olyan számokat adott elő, amelyek jókora rosszindulattal voltak félreérthetőek, a szövegekben a direkten megfogalmazott számcímekkel ellentétben csak gyengécske áthallások hallhatók. Később a rendszerellenes szövegalkotást paródiába bújtatták a Vörös Csepel című számukban, amelyben a Kádár-rendszer hamis társadalmi felhatalmazását figurázták ki. Szövegeik ekkor már a diktatúra mindennapi működését lehetővé tevő mechanizmusok kritizálását, gúnyolását is tartalmazta, és bátran uszított ellenük. A korszak jellemző közegéről szólt a Nyárspolgár című daluk, amelyben a békésen meghunyászkodó, konvencionális életet élő Konformista és az elbukás lehetőségét is vállaló Lázadó konfliktusának végső összeütközéséről szóltak. Betondzsungel című számuk az egyenlakótelepek egyhangúságát, azoknak a panelrengetegeknek a sivárságát írta le, ahol nincsenek tettek, ahol nem történik semmi. Az unalom és a reakcióként felébredő agresszió ok-okozati összefüggésére világított rá a Folyjon a vér! című szerzeményük. A militáns viselkedést, a fegyverek iránti vonzódást és a társadalmi béke szándékos felforgatását célozta meg az egykori táncdal átirataként készített Ha egy pisztolyt kaphatnék című számuk.
A zenei alap többnyire brit-amerikai import volt (Agent Orange, Dead Kennedys, Ramones, Sex Pistols, Sham 69, The Clash, UK Subs), a szöveg viszont autentikusan magyar. Zeneileg hardcore-, szövegeik ideológiailag oi-elhajlásokat mutattak. Zenéjük nem tipikus oi, vannak benne gyors rock and roll részek, de általában kemény zene. Bőr 1988 végén szállt ki az együttesből. Tagjai:
- Nagy Gyula (Görény), gitár
- Tátrai János (Tátó) basszus
- Zemkó Zoltán (Patkány), dob
- Kocsis Tibor (Bőr), ének

Később csatlakozott tagok:
- Kránitz Tamás (Toffi), gitár
- Varga Zoltán (Takony), basszus
- Hunyadi Zsolt, dob

## A
| A csinovnyik halála[forrás?] - Angyal Gábor - ének - Ági - basszusgitár - Molnár Balázs -dob - Szívós Csaba - gitár | \| Év \| Album címe \| Kiadó \| Dalok \| \| ---- \| ----------------- \| -------------- \| ----------------------------------------------------------------------------------------------------------------------------------------------------------------------------------------------------------------------------------- \| \| 1996 \| Vesszen a nyugat! \| szerzői kiadás \| 1. Intro 2. Csikágó 3. Civilizált gladiátor 4. Emberi faj 5. Félreismert katona 6. Agyamon a vagyonom 7. Mitől lennék boldog? 8. Színház az egész világ 9. Karcos a bor 10. János bátya 11. Európa gettó 12. Hare Krisna 13. Sci-fi \| |                | |
| Év | Album címe | Kiadó          | Dalok |
| 1996 | Vesszen a nyugat! | szerzői kiadás | 1. Intro 2. Csikágó 3. Civilizált gladiátor 4. Emberi faj 5. Félreismert katona 6. Agyamon a vagyonom 7. Mitől lennék boldog? 8. Színház az egész világ 9. Karcos a bor 10. János bátya 11. Európa gettó 12. Hare Krisna 13. Sci-fi |

## B
| Ballagó Idő - Bélás, szólógitár - Fecó, ének - Manu, ritmusgitár, vokál - Tibi, basszusgitár, vokál - Vendi, dob | \| Év \| Album címe \| Kiadó \| Dalok \| \| ---- \| ---------- \| -------------- \| ------------------------------------------------------------------------------------------------------------------------------------------------------------------------------------------------------------------------------------------------- \| \| 1991 \| 1991 \| szerzői kiadás \| 1. Ó, Magyarország 2. Keleti realitás 3. Skinhead vonat 4. Idegen ország 5. Nem érdekelsz 6. Felépül a várunk 7. Induló 8. Vatra Romanesca 9. Régi vágyak 10. Forradalom után 11. Kiszúrtúk ezt az estét 12. Csaba vezér 13. Nem tudom mi történt \| |                | |
| Év | Album címe | Kiadó          | Dalok |
| 1991 | 1991 | szerzői kiadás | 1. Ó, Magyarország 2. Keleti realitás 3. Skinhead vonat 4. Idegen ország 5. Nem érdekelsz 6. Felépül a várunk 7. Induló 8. Vatra Romanesca 9. Régi vágyak 10. Forradalom után 11. Kiszúrtúk ezt az estét 12. Csaba vezér 13. Nem tudom mi történt |

## E
Egészséges Fejbőr
- 1986-ban alakult,[13] budapesti, oi! zenét játszó együttes. 1997-ben Gyöngyösi Zoltán nevű tagjuk helyére Bankó Attila érkezett. A gitáros Kovács Endre helyét pedig Vraskó János vette át.
  - Bankó Attila, dob
  - Czimmer János, basszusgitár, akusztikus gitár
  - Petrovity Zorán, ének, vokál
  - Vraskó János, gitár, akusztikus gitár, vokál

## F
| Fals - Tokár Alfréd, gitár, ének - Rádi Sándor, szaxofon - Gönczöl József, dob - Kiss Marcell, basszusgitár | \| Év \| Album címe \| Kiadó \| Dalok \| \| --- \| ---------- \| -------------- \| --------------------------------------------------------------------------------------------------------------------------------------------------------------------------------------------------------------------------------------------------------------------------- \| \| N/A \| Fals \| szerzői kiadás \| 1. Átlátszatlan ajtók 2. Ó, özvegy Kovátsné 3. Lopez a gengszter 4. Mozdulj meg! 5. Ausztrália 6. Now-ska 7. Gazdasági micsoda 8. Szép román lány 9. A 'la ska 10. Északpesti népfürdő vállalat 11. Műsorszünet 12. Cairo 13. A nagy oroszlánvadász 14. Rázzon meg a lábad! \| |                | |
| Év | Album címe | Kiadó          | Dalok |
| N/A | Fals | szerzői kiadás | 1. Átlátszatlan ajtók 2. Ó, özvegy Kovátsné 3. Lopez a gengszter 4. Mozdulj meg! 5. Ausztrália 6. Now-ska 7. Gazdasági micsoda 8. Szép román lány 9. A 'la ska 10. Északpesti népfürdő vállalat 11. Műsorszünet 12. Cairo 13. A nagy oroszlánvadász 14. Rázzon meg a lábad! |

| Független Adó - Appa, gitár - Füzy György, dob - Dallos Tamás. basszusgitár | \| Év \| Album címe \| Kiadó \| Dalok \| Közreműködők \| \| ---- \| ----------------- \| -------------- \| -------------------------------------------------------------------------------------------------------------------------------------------------------------------------------------------------------------------------------------------------------------------------------------------------------------------------------------------------------------------------------------------------------------- \| ------------------------------------------------------------------------------------------------------------------------------------------------------------------------------------------------------------ \| \| 1993 \| A hely, ahol élek \| szerzői kiadás \| 1. A hely, ahol élek 2. Függetlenség 3. Napsugár 4. Prolongálva I 5. Egyedül - Rock 'n' roll 6. Ez egy szerelmes dal 7. Rock 'n' roll - Havanna 8. Prolongálva 2. 9. Itt az idő 10. Zivatar előtti fülledtség 11. Eladták az életünket 12. A jós 13. Reklám - Rock 'n' roll 14. Várok még 15. Hi Baby! Hi! 16. Sz. E. Sz. 17. Édes élet - Rock 'n' roll 18. Piros-fehér-zöld 19. Magyarország 20. Távol tőlünk \| - Schneider Kinga (vokál) - Gajda László (billentyűs hangszerek, vokál) \| \| 1995 \| Az egyetlen út \| szerzői kiadás \| 1. Végső állomás 2. Az egyetlen út 3. Ne hibázz 4. Mélyállom 5. Anyag 6. Mi vette kezdetét 7. Daloljunk, az élet szép 8. Ez megint Magyarország 9. Áldáshozók 10. Merénylet ellened 11. S. T. B. 12. Csalódások 13. Itt élni \| - Németh Alajos (billentyűk) - Ducó (szólógitár) - Borkúti Péter (altszaxofon) - Budavári Szilvia (vokál) - Pattantyus Judit - Uszi (vokál) - Sipos Péter (vokál) - Sipos Tamás (vokál) - Fanó Tamás (vokál) \| |                | | |
| Év                                                                          | Album címe | Kiadó          | Dalok | Közreműködők |
| 1993                                                                        | A hely, ahol élek | szerzői kiadás | 1. A hely, ahol élek 2. Függetlenség 3. Napsugár 4. Prolongálva I 5. Egyedül - Rock 'n' roll 6. Ez egy szerelmes dal 7. Rock 'n' roll - Havanna 8. Prolongálva 2. 9. Itt az idő 10. Zivatar előtti fülledtség 11. Eladták az életünket 12. A jós 13. Reklám - Rock 'n' roll 14. Várok még 15. Hi Baby! Hi! 16. Sz. E. Sz. 17. Édes élet - Rock 'n' roll 18. Piros-fehér-zöld 19. Magyarország 20. Távol tőlünk | - Schneider Kinga (vokál) - Gajda László (billentyűs hangszerek, vokál) |
| 1995                                                                        | Az egyetlen út | szerzői kiadás | 1. Végső állomás 2. Az egyetlen út 3. Ne hibázz 4. Mélyállom 5. Anyag 6. Mi vette kezdetét 7. Daloljunk, az élet szép 8. Ez megint Magyarország 9. Áldáshozók 10. Merénylet ellened 11. S. T. B. 12. Csalódások 13. Itt élni | - Németh Alajos (billentyűk) - Ducó (szólógitár) - Borkúti Péter (altszaxofon) - Budavári Szilvia (vokál) - Pattantyus Judit - Uszi (vokál) - Sipos Péter (vokál) - Sipos Tamás (vokál) - Fanó Tamás (vokál) |

## G
GM49
1981-ben alakult új hullámos ska-együttesként. A kezdetben négytagú együttes vezetője Galla Miklós volt. Az együttes ironikus dalszövegeivel hamarosan az akkori értelmiség egyik kedvencévé vált. Több kislemezt adhattak ki, többször szerepeltek a tévében, felkerültek a slágerlistákra, és 1981-ben a Popmeccs szavazásán "Az év meglepetése" kategóriában az élen végeztek. Az együttes 1986-ban megszűnt. A zenekart 2009-ben Galla Miklós újraalakította "GM több mint 49" néven. Tagjai:
- Galla Miklós (ének, gitár)
- Deák Gábor (szaxofon)
- Horváth Csaba (basszusgitár, ének)
- Birta Géza (dob)

## H
HétköznaPICSAlódások
1990 novemberében alakult pécsi ska punk együttes. 30 éves fennállásuk alatt 22 lemezt adtak ki.
| Hyde Park - Czékus Zoltán, basszusgitár, vokál - Kádár Tibor ének - Major János, gitár - Ombodi Zsolt, dob, vokál | \| Év \| Album címe \| Kiadó \| Dalok \| \| ---- \| ---------- \| -------------- \| ------------------------------------------------------------------------------------------------------------------------------------------------------------------------------------------------------------------------------------------- \| \| 1995 \| Bátorság \| szerzői kiadás \| 1. Bátorság 2. Szabadság 3. Nyerünk 4. Énekelj velünk 5. Idegenek kifelé 6. Nemzetőr dal 7. Oda az igazság 8. Románok 9. Egy a célunk 10. Induló 11. Nem, nem soha 12. Kocsmadal 13. Nem kell félni 14. FEhér Európa 15. Áruló 16. Vége már \| |                | |
| Év | Album címe | Kiadó          | Dalok |
| 1995 | Bátorság | szerzői kiadás | 1. Bátorság 2. Szabadság 3. Nyerünk 4. Énekelj velünk 5. Idegenek kifelé 6. Nemzetőr dal 7. Oda az igazság 8. Románok 9. Egy a célunk 10. Induló 11. Nem, nem soha 12. Kocsmadal 13. Nem kell félni 14. FEhér Európa 15. Áruló 16. Vége már |

## J
| Junkers 88[forrás?] - Cser Balázs, ének - Csicsa, szólógitár - Jácint, Balázs, Brüki, basszusgitár - Husi, Gabó, dobok - Brüki, Aladár, Balázs, Cser, vokál | \| Év \| Album címe \| Kiadó \| Dalok \| \| ---- \| ----------- \| -------------- \| -------------------------------------------------------------------------------------------------------------------------------------------------------------------------------- \| \| 1997 \| Bátrak vére \| szerzői kiadás \| 1. Harcolj 2. Betolakodó 3. Az igazságért 4. Mi nem felejtünk 5. Büszkeség 6. Bátrak vére 7. Hooligans 8. Nem bántam meg 9. Fanatikus vagyok 10. Hűség és áldozat 11. Harcikutya \| |                | |
| Év | Album címe | Kiadó          | Dalok |
| 1997 | Bátrak vére | szerzői kiadás | 1. Harcolj 2. Betolakodó 3. Az igazságért 4. Mi nem felejtünk 5. Büszkeség 6. Bátrak vére 7. Hooligans 8. Nem bántam meg 9. Fanatikus vagyok 10. Hűség és áldozat 11. Harcikutya |

## K
Kabinet Rt.
Miskolci ska zenekar volt, amely 1981-ben alakult, és kisebb-nagyobb megszakításokkal még 2018-ban is jelent meg hír fellépésükről. Az 1988-as Ki mit tud-on lettek ismertek, ahol az angol Bad Manners együttes Lip Up Fatty című zenéjének feldolgozásaként készült Lipót bácsi című számot adták elő. Aranykorszaka az 1988-as Ki Mit Tud?-tól az 1996-os miskolci Kabinet Klub (Központi Tyúk Kollégium) bezárásáig tartott. 2001-ben még működő zenekarként vett részt a budapesti Mega Pubban rendezett ska-fesztiválon. 2005-ben újra összeállt előzenekarként lépett fel saját számokkal és feldolgozásokkal a Bad Manners angol együttes koncertjén.
Kretens[forrás?]
- 1981-ben alakult fővárosi punkegyüttes volt.
  - Horváth Attila, ének
  - Hrutka Róbert, gitár
  - Tóth Miklós, dob
  - Szappanos György, basszusgitár

## L
Ladánybene 27
1985-ben alakult együttes, amely 1988-ban vált ismertté, miután megnyertek egy országos tehetségkutató versenyt, akkor még a ska-stílust képviselő dalaikkal, mint a Próbababa, az Új SKA, a Schneider úr, a 07, a Filmsztár és a Menekülés című dalaik. Később áttértek a reggae-re.

## M
Magozott Cseresznye
- OI-t játszó fővárosi együttes.
  - Appa, dob, gitár, vokál
  - Ducó, basszusgitár, gitár
  - Mazula, ének, vokál

| Máyusi Kalapács | \| Év \| Album címe \| Kiadó \| Dalok \| \| --- \| --------------- \| ----- \| ----- \| \| N/A \| Csak a gyűlölet \| N/A \| N/A \| |       |       |
| Év              | Album címe | Kiadó | Dalok |
| N/A             | Csak a gyűlölet | N/A   | N/A   |

Mos-Oi

## N
Nemzeti Front
- Fekete Tivadar, gitár, ének, vokál
- Nagy Attila, basszusgitár, vokál
- Varga Norbert, dob

| Nimród[forrás?] - Miki, ének, vokál - Sanyi, szólógitár, vokál - Jenő, ritmusgitár, vokál - Pufi, basszusgitár - Balázs, dobok, vokál | \| Év \| Album címe \| Kiadó \| Dalok \| \| ---- \| --------------- \| -------------- \| --------------------------------------------------------------------------------------------------------------------------------------------------------------------- \| \| 1997 \| Szkita harcosok \| szerzői kiadás \| 1. Szkita harcosok 2. Óvakodj a törpétől! 3. Harcolj! 4. Kitartás 5. Skinhead 6. Újra szól a szittyakürt 7. Rend, erő, becsület 8. Nimród népe 9. Ébredj! Ne add fel! \| |                | |
| Év | Album címe | Kiadó          | Dalok |
| 1997 | Szkita harcosok | szerzői kiadás | 1. Szkita harcosok 2. Óvakodj a törpétől! 3. Harcolj! 4. Kitartás 5. Skinhead 6. Újra szól a szittyakürt 7. Rend, erő, becsület 8. Nimród népe 9. Ébredj! Ne add fel! |

## O
| Oi-kor - Budapestiek. Oi-!zenét játszó együttes. A magyarság és a magyar történelem igazságtalanságai a témájuk. - Ducó, gitár - Lajos, dob - Dudi, ének - Zala, basszusgitár | \| Év \| Album címe \| Kiadó \| Dalok \| \| ---- \| --------------- \| -------------- \| -------------------------------------------------------------------------------------------------------------------------------------------------------------------------------------------------------------------------------------------------------------------------- \| \| 1993 \| Árpád népe \| szerzői kiadás \| 1. A hely, ahol élek 2. Ébredés 3. Oi 4. Kis pont 5. Árpád népe 6. Megtörtént 7. Mást kéne látnom 8. Itt mindenki magyar lesz 9. Indulás 10. Amig élsz 11. Ne felejtsd el! 12. Az igazi énem 13. Gipsy boy 14. Láthatatlan hatalom 15. Magyarok ősi istene \| \| 1994 \| X. év \| szerzői kiadás \| 1. Árpád népe 2. Megtörtént 3. Győzni kell 4. Igyál 5. Indulás 6. Magyarok ősi istene 7. Amig élsz 8. Ébredjetek 9. Nem félünk 10. Valami lapul a sötétben 11. Szkinhed induló 12. Ébredés 13. Mindenki magyar lesz? 14. Kis pont 15. Ne felejtsd el 16. OI! 17. Gipsy-boy \| \| 1995 \| Ábrándok nélkül \| szerzői kiadás \| 1. Nem félünk 2. A nagy testvér 3. Ki kell mondani 4. Hol vagy? 5. Csak hiszed 6. Ítélet annak 7. Állj fel 8. A végzet oltára 9. Valaki lapul a sötétben 10. Vakok éneke 11. Tiéd a játék 12. Egyszerű történet 13. Lépj a fényre! \| |                | |
| Év | Album címe | Kiadó          | Dalok |
| 1993 | Árpád népe | szerzői kiadás | 1. A hely, ahol élek 2. Ébredés 3. Oi 4. Kis pont 5. Árpád népe 6. Megtörtént 7. Mást kéne látnom 8. Itt mindenki magyar lesz 9. Indulás 10. Amig élsz 11. Ne felejtsd el! 12. Az igazi énem 13. Gipsy boy 14. Láthatatlan hatalom 15. Magyarok ősi istene                 |
| 1994 | X. év | szerzői kiadás | 1. Árpád népe 2. Megtörtént 3. Győzni kell 4. Igyál 5. Indulás 6. Magyarok ősi istene 7. Amig élsz 8. Ébredjetek 9. Nem félünk 10. Valami lapul a sötétben 11. Szkinhed induló 12. Ébredés 13. Mindenki magyar lesz? 14. Kis pont 15. Ne felejtsd el 16. OI! 17. Gipsy-boy |
| 1995 | Ábrándok nélkül | szerzői kiadás | 1. Nem félünk 2. A nagy testvér 3. Ki kell mondani 4. Hol vagy? 5. Csak hiszed 6. Ítélet annak 7. Állj fel 8. A végzet oltára 9. Valaki lapul a sötétben 10. Vakok éneke 11. Tiéd a játék 12. Egyszerű történet 13. Lépj a fényre!                                         |

## P
Pannonia Allstars Ska Orchestra (PASO)
A zenekar 2003-ban alakult. 2005-ben elsőlemezes együttesként említik, amely az ő meghívásukra Budapestre érkezett Bad Manners angol együttes koncertjén előzenekarként lépett fel. A 2005-ben megjelent lemezük címe Budapest Ska Mood, míg a 2007-ben megjelent kislemezük a Babylon Focus címet viseli. Zenéjük érdekes keveréke a tradicionális ska-nak, a reggae-nek és a 2tone-nak, de felfedezhetők benne a jazztől kezdve a dubig más zenei hatások is. Szövegviláguk is vegyes, a viccesebb, könnyedebb témájúak mellett megtalálhatóak társadalomkritikus, az agressziót és a mindenfajta gyűlöletet elítélő darabok is. A Tilos Rádión saját műsoruk volt Ska Club címmel. A zenekar tagjai 2008-ban:
- KRSA: ének
- Segges Tóni: trombita
- Laci: harsona
- Dávid: billentyűs hangszerek
- Laca: gitár
- Vince: basszusgitár
- Zoli: gitár
- Lipi: dob

## R
Romantikus Erőszak
- Budapestiek. Néhol darkos hangulattal kevert rockzenét játszanak.
  - Csizmadia Kristóf, gitár, billentyűs hangszerek, vokál
  - Deby Péter, dob, vokál
  - Molnár Krisztina, vokál
  - Móritz Norbert, basszusgitár
  - Oláh Krisztián, gitár, vokál
  - Patay Zóra, ének, vokál
  - Szíva Balázs, ének vokál

## S
Ska Hecc
Tatai zenekar volt. 2004-ben alakultak, 2005-ben jelent meg első lemezük Ska Hecc I. címmel. A 2006-ban megjelent második lemezük a Szép az élet címet kapta. Felléptek a 2005-ös és a 2007-es Sziget Fesztiválon. 2013-ban előzenekarként léptek fel a Pannonia Allstars Ska Orchestra tízéves jubileumi koncertjén Tatabányán. Tagjai 2007-ben:
- Barják Márton szaxofonos
- Gergi Attila gitáros
- Bihacker Csaba trombitás
- Demeter Krisztián énekes
- Mezei Mátyás dobos
- Patyi Sándor
- Malárik Bálintnak tangóharmonikás.

Későbbi tagok 2007-től:
- Makó László szaxofon
- Hronkó Zsolt gitár.

Skanzelizé

## U
| Új Hajnal - Dudi, énekmondó - Yoda, basszusgitár, ének - Gyuri, dob, kórus - Bundi, gitár, ének | \| Év \| Album címe \| Kiadó \| Dalok \| \| ---- \| ---------------------- \| -------------- \| ------------------------------------------------------------------------------------------------------------------------------------------------------------------------------------------------------------------------------------ \| \| 1997 \| Ez a föld az otthonunk \| szerzői kiadás \| 1. Hol van már?' 2. Az élet meg nem áll 3. Nyomor és bűn 4. Ébredj Magyar 5. Az égtől távol' 6. Isten kardja 7. Új hajnal' 8. Minden hiába 9. Segítség nem kell? 10. Az elhagyott sírhant 11. Ez a föld az otthonunk 12. Ébredjetek! \| |                | |
| Év                                                                                              | Album címe | Kiadó          | Dalok |
| 1997                                                                                            | Ez a föld az otthonunk | szerzői kiadás | 1. Hol van már?' 2. Az élet meg nem áll 3. Nyomor és bűn 4. Ébredj Magyar 5. Az égtől távol' 6. Isten kardja 7. Új hajnal' 8. Minden hiába 9. Segítség nem kell? 10. Az elhagyott sírhant 11. Ez a föld az otthonunk 12. Ébredjetek! |

## Z
Zivatar Előtti Fülledtség (ZEF)